# Gentoo
Gentoo je jedna od distribucija operacijskog sustava Linux sagrađena uz pomoć upravitelja paketima zvanog Portage. Ono što razlikuje Gentoo od ostalih distribucija GNU/Linux sistema je činjenica da je svaki paket kompajliran lokalno, te je samim time program optimiziran za taj specifičan uređaj.
Gentoo po instalaciji ne dolazi uz nikakvo grafičko sučelje i nije vizualno standardiziran. Koristeći razne predefinirane profile lako je sagraditi sistem s npr. KDE ili Gnome grafičkim okruženjem. Također Gentoo ne izlazi u verzijama, već se sistem nadograđuje svakodnevno ( engl. Rolling release ).
Gentoo je ime dobio po Gentoo pingvinu poznatom po brzini plivanja, te za logo ima slovo g stilizirano u stilu japanskog magatama nakita. 

## Gentoo Linux - pregled
Portage kao upravitelj paketima vodi brigu o ažuriranju baze podataka dostupnih programa kao i njihovim verzijama. Samim time koristeći naredbu emerge ime-paketa vrlo je lako instalirati program ili doći do najnovije verzije programa. 
Gentoo linux korisniku pruža mogućnost potpune kontrole nad sistemom, kao i programima instaliranima na sistem.
Korisnik je motiviran da sagradi jezgru (engl. kernel ) skrojen za njihov specifičan uređaj, te omogućuje da se programi kompajliraju s ili bez određenih funkcija.

## Portage
Portage je srž Gentoo Linuxa i obavlja mnoge ključne funkcije. Kao prva, Portage je sustav za distribuciju softvera za Gentoo Linux. Za dobivanje informacija o najnovijim paketima za Gentoo Linux, potrebno je utipkati naredbu: emerge --sync. 
Ova naredba naređuje Gentoo Linuxu da osvježi lokalni Portage repozitorij (engl. Portage tree) preko interneta. Lokalni Portage repozitorij (ili Portage stablo) sadrži kompletnu kolekciju skripti koje se mogu koristiti da instalirate najnoviji softver. Trenutačno, unutar Portagea nalazi se preko 10000 paketa s tim da se novi paketi dodaju skoro pa svaki dan. 

Portage je također sustav za kreiranje i instaliranje paketa. Kada se želi instalirati određeni paket, utipka se emerge ime-paketa i Portage automatski nađe inačicu koja odgovara specifikacijama, optimizirajući je za korisnikovo sklopovlje i koristi korisnikove upute za dijelove paketa koji se mogu mijenjati. 

Portage, uza sve ove funkcije, osigurava da je sustav opskrbljen najnovijim i najsigurnijim softverom. Da osvježavanje ili instaliranje posljednje inačice paketa kritičnih za rad sustava, rabi se komanda emerge -Du world i svi potrebni paketi bit će automatski instalirani.

## Vanjske poveznice
- Gentoo Linux službena stranica
- Gentoo Linux diskusija na temu filozofije
- Gentoo vodič za daljnji razvoj
- Gentoo Virtual Machine  Arhivirana inačica izvorne stranice od 24. lipnja 2006. (Wayback Machine)
- Gentoo RR4 1.0.7 - video  Arhivirana inačica izvorne stranice od 19. lipnja 2006. (Wayback Machine)